# Joseph Needham
Joseph Terence Montgomery Needham, CH (Londres, 9 de diciembre de 1900 – Cambridge, 24 de marzo de 1995) fue un bioquímico británico, pero fue más conocido como un historiador preeminente de la ciencia y la tecnología en China. Fue elegido como miembro tanto de la Royal Society como de la British Academy, un logro bastante inusual. En China es conocido por su nombre chino, Li Yuese.
Fue el primer académico occidental en reconocer el pasado científico de China a través de su serie Science and Civilization in China, una monumental obra enciclopédica que revelaba el desarrollo de la ciencia en aquel país. En ella formula su "Gran Pregunta" sobre el estancamiento del desarrollo tecnológico en China.

## Trayectoria
Needham fue el hijo único de una familia escocesa residente en Londres. Su padre era médico y su madre compositora y profesora de música. Estudió en la Universidad de Cambridge, donde obtuvo su Licenciatura en 1921, su Maestría en enero de 1925 y su Doctorado en octubre del mismo año, especializándose en Bioquímica. Tras haberse graduado, trabajó en el laboratorio de F.G. Hopkins en el Caius College, especializándose en embriología y desarrollo.
En 1936, tres científicos chinos visitaron Inglaterra para trabajar con Needham: Lu Gwei-djen, Wang Ying-lai, y Chen Shi-chang. Lu (1904-1991), quien era la hija de un farmacéutico de Nankín, le enseñó a Needham el chino clásico. A partir de ese momento Needham se interesó por el pasado tecnológico y científico de China; es más, tras conocer a través de los científicos chinos el pasado de China, se planteó su "Gran Pregunta": ¿Por qué China fue superada por Occidente en los campos de la Ciencia y la Tecnología, a pesar de su éxito inicial? En un intento de responder esa pregunta, inició su Serie Science and Civilization in China.
Bajo la supervisión de la Royal Society, entre 1942 y 1946 dirigió la Misión científica británica en China, siendo nombrado consejero de la comisión china de investigación de recursos naturales y de la Administración médica del Ejército chino, recibiendo por su actuación el título de "ciudadano honorario" de China. Colaboró con el historiador Wang Ling, y conoció a varios académicos chinos, entre ellos el pintor Wu Zuoren.
Asimismo, visitó varios lugares de China Occidental, como Dunhuang y Yunnan, y varias instituciones educativas, de las cuales recopiló enormes cantidades de referencias y materiales, que más tarde utilizó en su obra Science and Civilisation in China. Como resultado de sus estancias en los países de Oriente, se sintió profundamente interesado por sus civilizaciones, especializándose como orientalista.
Entre 1946 y 1948 ocupó el cargo de director del Departamento de Ciencias Naturales de la Unesco, en París, y tras abandonar el cargo regresó al Caius College, cuando la Cambridge University Press financió en parte su serie Science and Civilisation in China . Enseñó bioquímica hasta 1966 (año en que recibió su Maestría en el Caius College), y se retiró por completo de sus actividades de historiografía en 1990.
Needham se casó, en primer término, con Dorothy Moyle; y tras enviudar, con Lu Gwei-djen, que había conocido con su trabajo. Desde 1982 padeció la enfermedad de Parkinson, y falleció en su hogar en Cambridge a la edad de 94 años.
El Centro Joseph Needham, en Londres, es un gran lugar de investigación.

## La Gran Pregunta de Needham
Véase también: Gran Divergencia
"La Gran Pregunta de Needham", también conocida como "The Needham Question", es esta: ¿por qué China y la India han sido superadas por Occidente en ciencia y tecnología, a pesar de sus éxitos anteriores? En palabras de Needham, "¿por qué la ciencia moderna, la matematización de hipótesis sobre la Naturaleza, con todas sus implicaciones para la tecnología avanzada, tomó su meteórico ascenso solo en Occidente en la época de Galileo pero no se había desarrollado en la civilización china o la civilización india?".
"La pólvora, la brújula magnética, el papel y la impresión, que Francis Bacon consideró como los cuatro inventos más importantes que facilitaron la transformación de Occidente de la Edad Media al mundo moderno, se inventaron en China". Las obras de Needham atribuyen un peso significativo al impacto del confucianismo y el taoísmo en el ritmo del descubrimiento científico chino, y enfatiza el enfoque "difusionista" de la ciencia china en oposición a una inventiva independiente percibida en el mundo occidental. Needham pensó que la noción de que la escritura china había inhibido el pensamiento científico estaba «extremadamente sobrevalorada».
Su propia investigación reveló una acumulación constante de resultados científicos a lo largo de la historia de China. En el volumen final sugiere que «un progreso general y científico continuo se manifestó en la sociedad tradicional china, pero esto fue violentamente superado por el crecimiento exponencial de la ciencia moderna después del Renacimiento en Europa. China era homeostática, pero nunca estuvo estancada».
Nathan Sivin, uno de los colaboradores de Needham, aunque estuvo de acuerdo en que el logro de Needham era monumental, sugirió que la "Pregunta de Needham", como hipótesis, no conducía a una respuesta útil: «Llama la atención que esta pregunta: ¿por qué los chinos no vencieron a los europeos en la revolución científica? - es una de las pocas preguntas que la gente suele hacer en lugares públicos sobre por qué algo no sucedió en la historia. Es análoga a la pregunta de por qué su nombre no apareció en la página 3 del periódico de hoy».
Hay varias hipótesis que intentan explicar la pregunta de Needham. Yingqui Liu y Chunjiang Liu argumentaron que el problema se basaba en la falta de derechos de propiedad y que esos derechos solo podían obtenerse a través del favor del emperador. La protección era incompleta ya que el emperador podía rescindir esos derechos en cualquier momento. La ciencia y la tecnología quedaron sometidas a las necesidades de la familia real, y el gobierno secuestró cualquier nuevo descubrimiento para su uso. El gobierno tomó medidas para controlar e interferir a las empresas privadas mediante la manipulación de los precios y la participación en el soborno. 
Cada revolución en China redistribuyó los derechos de propiedad bajo el mismo sistema funcionarial. La tierra y la propiedad se reasignaron en primer lugar a la familia real de la nueva dinastía hasta la última dinastía Qing (1644-1911) cuando los señores de la guerra y los mercaderes tomaron la tierra como feudo. Estos derechos de propiedad limitados limitaban las innovaciones científicas potenciales.
El Imperio chino promulgó el control totalitario y pudo hacerlo debido a su gran tamaño. Hubo estados independientes más pequeños que no tuvieron más remedio que cumplir con este control. No podían darse el lujo de aislarse. Los chinos creían en el bienestar del Estado como su principal motivo para la actividad económica, y las iniciativas individuales fueron rechazadas. Había regulaciones sobre la prensa, la ropa, la construcción, la música, las tasas de natalidad y el comercio. El estado chino controlaba todos los aspectos de la vida, limitando severamente cualquier incentivo para innovar y mejorar uno mismo. «El ingenio y la inventiva de los chinos sin duda habrían enriquecido aún más a China y probablemente la habrían llevado al umbral de la industria moderna, de no haber sido por este asfixiante control estatal. Es el Estado el que mata el progreso tecnológico en China».
Según Justin Lin, China no pasó de un proceso de invención tecnológica basado en la experiencia a un proceso de innovación basado en experimentos. El proceso basado en la experiencia dependió del tamaño de una población, y si bien las nuevas tecnologías han surgido a través de pruebas y errores de los campesinos y artesanos, los procesos basados en experimentos sobrepasan los procesos basados en la experiencia para producir nueva tecnología. El progreso de la experimentación siguiendo la lógica de un método científico puede ocurrir a un ritmo mucho más rápido porque el inventor puede realizar muchos ensayos durante el mismo período de producción en un entorno controlado. Los resultados de la experimentación dependen del acervo de conocimiento científico, mientras que los resultados de los procesos basados en la experiencia están directamente relacionados con el tamaño de una población; por lo tanto, los procesos de innovación basados en experimentos tienen una mayor probabilidad de producir una mejor tecnología a medida que crece el capital humano. China tenía aproximadamente el doble de la población de Europa hasta el siglo XIII y, por lo tanto, tenía una mayor probabilidad de crear nuevas tecnologías. 
Después del siglo XIV, la población de China creció exponencialmente, pero el progreso en innovación vio rendimientos decrecientes. Europa tenía una población más pequeña, pero comenzó a integrar la ciencia y la tecnología que surgieron de la revolución científica en el siglo XVII. Esta revolución científica le dio a Europa una ventaja comparativa en el desarrollo de la tecnología en los tiempos modernos. 
Lin culpó a las instituciones de China por impedir la adopción de la metodología basada en experimentos. Su institución sociopolítica inhibió la creatividad intelectual, pero, lo que es más importante, desvió esta creatividad de los esfuerzos científicos. El control totalitario por parte del estado en el Imperio chino inhibió la disputa pública, la competencia y el crecimiento de la ciencia moderna, mientras que los grupos de naciones europeas independientes eran más favorables a la competencia y al desarrollo científico. Además, los chinos no tenían incentivos para adquirir el capital humano necesario para la experimentación científica moderna. El servicio civil como funcionario fue considerado el trabajo más gratificante y honorable en la China premoderna. Los dotados tenían más incentivos para seguir esta ruta y ascender en la escala del estatus social en lugar de perseguir esfuerzos científicos.

## Obras destacadas
- Science, Religion and Reality (1927)
- A History of Embriology (1934)
- Biochemistry and Morphogenesis (1942)
- Chinese Science (1946)
- Science and Civilisation in China (obra monumental, en 15 volúmenes, iniciada en 1954)
- The Grand Titration: Science and Society in East and West (1969, 1979: ISBN 0 04 931008 9)

### Traducciones
- Grandeza y miseria de la tradición científica china, Anagrama, 1977, ISBN 978-84-339-0753-0
- La gran titulación: ciencia y sociedad en Oriente y Occidente, Alianza, 1977 ISBN 978-84-206-2179-1
- Dentro de los cuatro mares: el diálogo entre Oriente y Occidente, Siglo XXI de España, 1975 ISBN 978-84-323-0187-2
- Ciencia, religión y socialismo, Crítica, 1978 ISBN 978-84-7423-067-3
- De la ciencia y la tecnología chinas, Siglo XXI, 2004...

### General
- Riviere, Jean R., Oriente y Occidente, Salvat, Barcelona, D.L. 1975. (Número 76 de la Biblioteca Salvat de Grandes Temas)

- J. B. Gurdon and Barbara Rodbard, "Joseph Needham, C. H., F. R. S., F. B. A. 9 December 1900–24 March 1995," Biographical Memoirs of Fellows of the Royal Society 46. (2000): 367–376. JSTOR
- Sarah Lyall. "Joseph Needham, China Scholar From Britain, Dies at 94", New York Times. 27 March 1995.
- Robert P. Multhauf, "Joseph Needham (1900–1995)," Technology and Culture 37.4 (1996): 880–891. JSTOR
- Roel Sterckx. In the Fields of Shennong: An inaugural lecture delivered before the University of Cambridge on 30 September 2008 to mark the establishment of the Joseph Needham Professorship of Chinese History, Science and Civilization. Cambridge: Needham Research Institute, 2008 (ISBN 0-9546771-1-0).
- Also published in Great Britain as Bomb, Book and Compass.
- Francesca Bray, "How Blind Is Love?: Simon Winchester's The Man Who Loved China," Technology and Culture 51.3 (2010): 578–588. JSTOR

- Yoke, Ho Peng. Reminiscences of a Roving Scholar: Science, Humanities and Joseph Needham. xii, 240 pp. Singapore: World Scientific Publishing, 2005.
- Fu, Daiwie. "On Mengxi bitan's World of Marginalities and 'South-pointing Needles': Fragment Translation vs. Contextual Tradition." (Archive) In: Alleton, Vivianne and Michael Lackner (editors). De l'un au multiple: traductions du chinois vers les langues européennes Translations from Chinese into European Languages. Éditions de la maison des sciences de l'homme (Les Editions de la MSH, FR), 1999, Paris. p. 176–201. ISBN 273510768X, 9782735107681.

### La "Needham Question"
- Mark Elvin, "Introduction (Symposium: The Work of Joseph Needham)," Past & Present.87 (1980): 17–20. JSTOR
- Christopher Cullen, "Joseph Needham on Chinese Astronomy," Past & Present.87 (1980): 39–53. JSTOR

- Justin Y. Lin, "The Needham Puzzle: Why the Industrial Revolution Did Not Originate in China," Economic development and cultural change 43.2 (1995): 269–292. JSTOR
- Timothy Brook, "The Sinology of Joseph Needham," Modern China 22.3 (1996): 340–348. JSTOR
- Robert P. Multhauf, "Joseph Needham (1900–1995)," Technology and Culture 37.4 (1996): 880–891. JSTOR
- Gregory Blue, "Joseph Needham, Heterodox Marxism and the Social Background to Chinese Science," Science & Society 62.2 (1998): 195–217. JSTOR
- Robert Finlay, "China, the West, and World History in Joseph Needham's Science and Civilisation in China," Journal of World History 11 (Fall 2000): 265–303.

### Sinología
- Fogel, Joshua A. De l'un au multiple: Traductions du chinois vers les langues européenes (book review). The Journal of Asian Studies, ISSN 0021-9118, 02/2001, Volume 60, Issue 1, pp. 159–161. Available from JStor. – Review of De l'un au multiple: Traductions du chinois vers les langues européenes